# Districte de Maringué
El districte de Maringué és un districte de Moçambic, situat a la província de Sofala. Té una superfície de 5.085 kilòmetres quadrats. En 2007 comptava amb una població de 56.654 habitants. Limita al nord amb el districte de Chemba, a l'oest amb el districte de Macossa (districte de la província de Manica), al sud amb el districte de Gorongosa, al sud-est amb el districte de Cheringoma i a l'est i nord-est amb el districte de Caia.

## Divisió administrativa
El districte està dividit en tres postos administrativos (Canxixe, Maringué i Subui), compostos per les següents localitats:
- Posto Administrativo de Canxixe:
  - Canxixe
  - Senga-Senga
- Posto Administrativo de Maringué:
  - Gumbalaçai
  - Maringué
- Posto Administrativo de Subui:
  - Subui